# Grand Reich germanique
Pour les articles homonymes, voir Reich grand-allemand, Reich allemand et GGR.
 (septembre 2013).

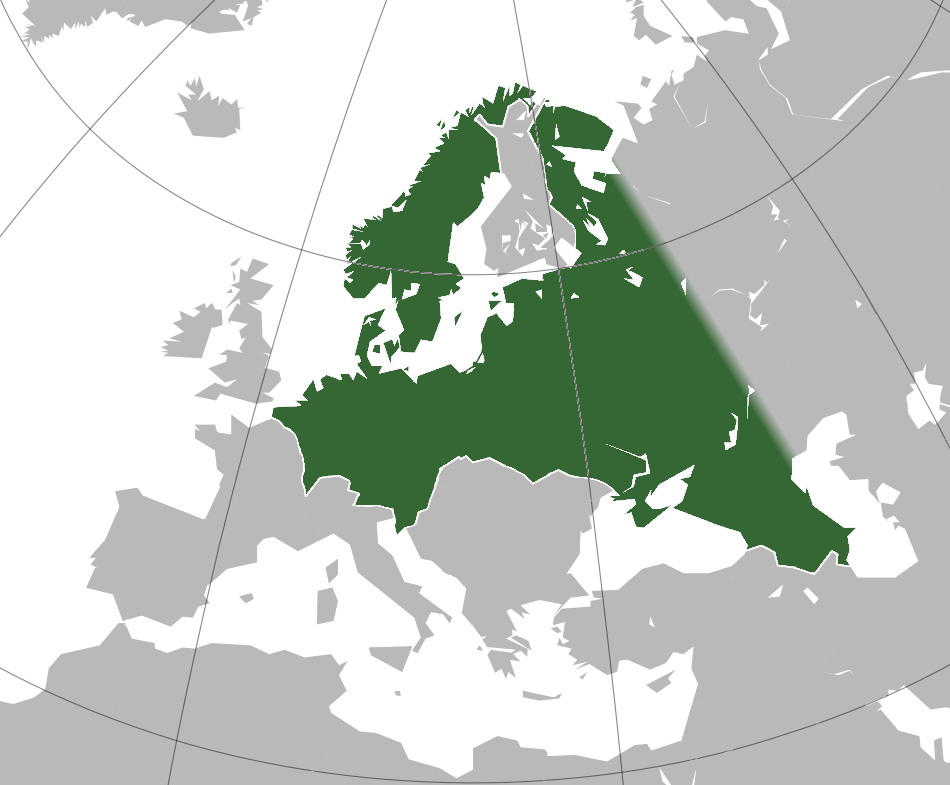
Les frontières du « Grand Reich germanique » telles que planifiées selon le Generalplan Ost (conquête d'un espace vital pour le Reich allemand national-socialiste en Europe centrale et orientale).

Le Grand Reich germanique (en allemand : Großgermanisches Reich ; en anglais, Greater Germanic Reich ou GGR), en forme longue le Grand Reich germanique de la Nation allemande (en allemand : Großgermanisches Reich Deutscher Nation), est le nom officiel de l’entité politique que le régime national-socialiste du Troisième Reich tenta de créer en Europe entre 1938 et 1945, notamment durant la Seconde Guerre mondiale. Dans Mein Kampf, Adolf Hitler mentionne également un futur État germanique de la Nation allemande (en allemand : Germanischer Staat Deutscher Nation).
Dépassant le cadre du pangermanisme conventionnel, le Grand Reich germanique devait à terme remplacer le (Grand) Reich allemand en réunissant non seulement les territoires peuplés d'Allemands et/ou de germanophones mais également les territoires peuplés de groupes ethno-linguistiquement germaniques. Ainsi, d'un point de vue géographique, ce Grand Reich territorialement très étendu incluait notamment :
- le (Grand) Reich allemand lui-même, appelé également « Grande-Allemagne » : l’Allemagne d’avant 1938, l’Autriche, la Bohême-Moravie, la région de Memel, les territoires polonais occupés, le Luxembourg, les cantons belges de l’Est, l’Alsace-Lorraine, la Basse-Styrie, la Carinthie et la Haute-Carniole ;
- les autres territoires peuplés de germanophones : le Liechtenstein et la Suisse alémanique ;
- les territoires peuplés par des groupes ethno-linguistiquement proches (principalement néerlandophones) : les Pays-Bas et la Flandre ;
- les territoires peuplés par des groupes nordiques : le Danemark, la Norvège, la Suède et l’Islande[4].

Concernant la définition territoriale et géographique de ce Grand Reich germanique, les contours changèrent progressivement au fil du temps et des événements.
Ainsi, dans un premier temps, entre la signature du pacte germano-soviétique (août 1939) et l’invasion de l’URSS par les forces allemandes (juin 1941), la politique nationale-socialiste du Lebensraum n'incluait nullement au sein du Grand Reich les territoires se situant dans la sphère d'influence soviétique et préféra alors se concentrer sur la Scandinavie, l'actuel Benelux et l'Alsace-Lorraine (avril-juin 1940). En outre, à terme, Hitler ambitionnait de donner au Grand Reich les mêmes frontières occidentales que celles du Saint-Empire romain germanique. Cela ne signifiait ni plus ni moins que l'annexion, en plus de celles des territoires cités plus haut, de la Wallonie, de la Suisse romande et de larges portions du Nord et de l’Est de la France.
Néanmoins, il est à noter qu'il exista deux exceptions germaniques à la volonté d'extension du Grand Reich : le Royaume-Uni et le Tyrol du Sud. De cette manière, il n’était pas prévu par les nazis de soumettre le Royaume-Uni au joug allemand, mais au contraire d’en faire un allié et un partenaire maritime du Reich, tandis que le Tyrol du Sud, pourtant peuplé d’Allemands, devait demeurer une région italienne.
Ensuite, dans un second temps, à partir de juin 1941, la politique nationale-socialiste du Lebensraum prévoyait de surcroît une vaste expansion du Grand Reich vers l’Est et les immensités russes, repoussant ainsi sa frontière orientale jusqu’aux montagnes de l’Oural,.

## Contexte idéologique

### Théories raciales
L’idéologie raciale nazie estime que les peuples germaniques d’Europe appartiennent à une race supérieure nordique, sorte de sous-groupe d’une race plus large, dite aryenne. Les Aryens, selon les théories nationales-socialistes, sont les seuls individus porteurs de la culture et les fondateurs de la civilisation. Hitler était également convaincu que les Grecs et les Romains de l’Antiquité n’étaient autres que les ancêtres des Allemands et les précurseurs d’un art et d’une culture « nordiques »,. Il exprimait ainsi souvent son admiration pour Sparte, déclarant qu’elle fut l’exemple de l’État racialement pur :

« La soumission 350 000 Hilotes par 6 000 Spartiates ne fut possible que grâce à la supériorité raciale des Spartiates. Les Spartiates ont créé le premier État raciste. »

Pour Hitler, le fait d’être « Allemand » ne renvoyait pas uniquement à des critères ethniques, culturels et linguistiques, mais signifiait également l’appartenance à un groupe biologiquement distinct. Son but fut ainsi de sauver le « sang allemand », supérieur à tout autre, des ennemis de la race aryenne. Pour le Führer, l’Allemagne possédait plus d’« éléments germaniques » que tous les autres pays du monde, les estimant grossièrement à environ quatre cinquièmes de la population du Reich allemand.

« Où que se trouve le sang allemand dans le monde, nous prendrons le meilleur pour nous-mêmes. Avec ce qu’il leur restera, les autres seront incapables de s’opposer à l’Empire germanique. »

— Adolf Hitler
Selon les nazis, en plus des populations allemandes, certains individus n’appartenant pas de toute évidence à la race germanique, tels des Français, des Belges ou des Tchèques par exemple, pouvaient malgré tout posséder du précieux sang germanique. Et ce particulièrement s’ils étaient aristocrates ou paysans. Ainsi, afin de « récupérer » leurs éléments germaniques « perdus », ces individus devaient prendre conscience de leur ascendance allemande à travers un processus de germanisation (le terme Umvolkung, utilisé par les nationaux-socialistes, signifiant plus précisément « rétablissement de la race »). Si ce « rétablissement » se révélait impossible à réaliser, les individus en question devaient être éliminés afin d’éviter que l’ennemi n’utilise leur sang supérieur contre les Aryens. Un exemple de ce processus de germanisation fut l’enlèvement par les nazis d’enfants d’Europe centrale et orientale qui furent considérés comme « racialement valables » et confiés à des familles « aryennes » en Allemagne.
Dès la première page de Mein Kampf, Hitler déclarait ouvertement sa certitude qu’un « sang commun [devait] être uni dans un même Reich », explicitant par là le fait que la qualité innée de la race et du sang (telle que le régime nazi la concevait) prévaut sur tout autre critère « artificiel », comme la nationalité, pour déterminer qui mérite d’intégrer le « Grand État de la race allemande ». Une des stratégies employées par Hitler pour s’assurer de la suprématie présente et future de la race aryenne (qui, selon lui, approchait de plus en plus de l’extinction) consista à se débarrasser de ce qu’il nommait le « dépotoir de petits États » (Kleinstaatengerümpel, faisant ainsi référence au Kleinstaaterei) d’Europe afin d’unir tous les pays germaniques/nordiques en une seule communauté raciale. À partir de 1921, il invoquait donc la création d’un « Reich germanique de la Nation allemande ».

« C’est le continent qui apporta la civilisation à la Grande-Bretagne et qui lui permit par la suite de coloniser de larges territoires partout dans le monde. L’Amérique ne peut s’imaginer sans l’Europe. Pourquoi n’aurions-nous pas la puissance nécessaire pour devenir l’un des centres névralgiques du monde ? Une population de 120 millions d’individus d’origine allemande sera une force contre laquelle personne au monde ne pourra s’opposer, si elle a auparavant consolidé sa position. Les pays formant le monde germanique ont tout à y gagner. Et je peux voir que cela est mon cas. Mon pays d’origine est l’une des plus belles régions du Reich, mais que pourrait-il bien faire s’il était abandonné à lui-même ? Il n’y a aucun moyen de développer ses talents dans des pays comme l’Autriche ou la Saxe, le Danemark ou la Suisse. Il n’y a là aucune fondation solide. C’est pourquoi c’est une réelle chance pour nous que de nouveaux espaces s’ouvrent à tous les peuples germaniques. »

— Adolf Hitler, 1942

### Nom

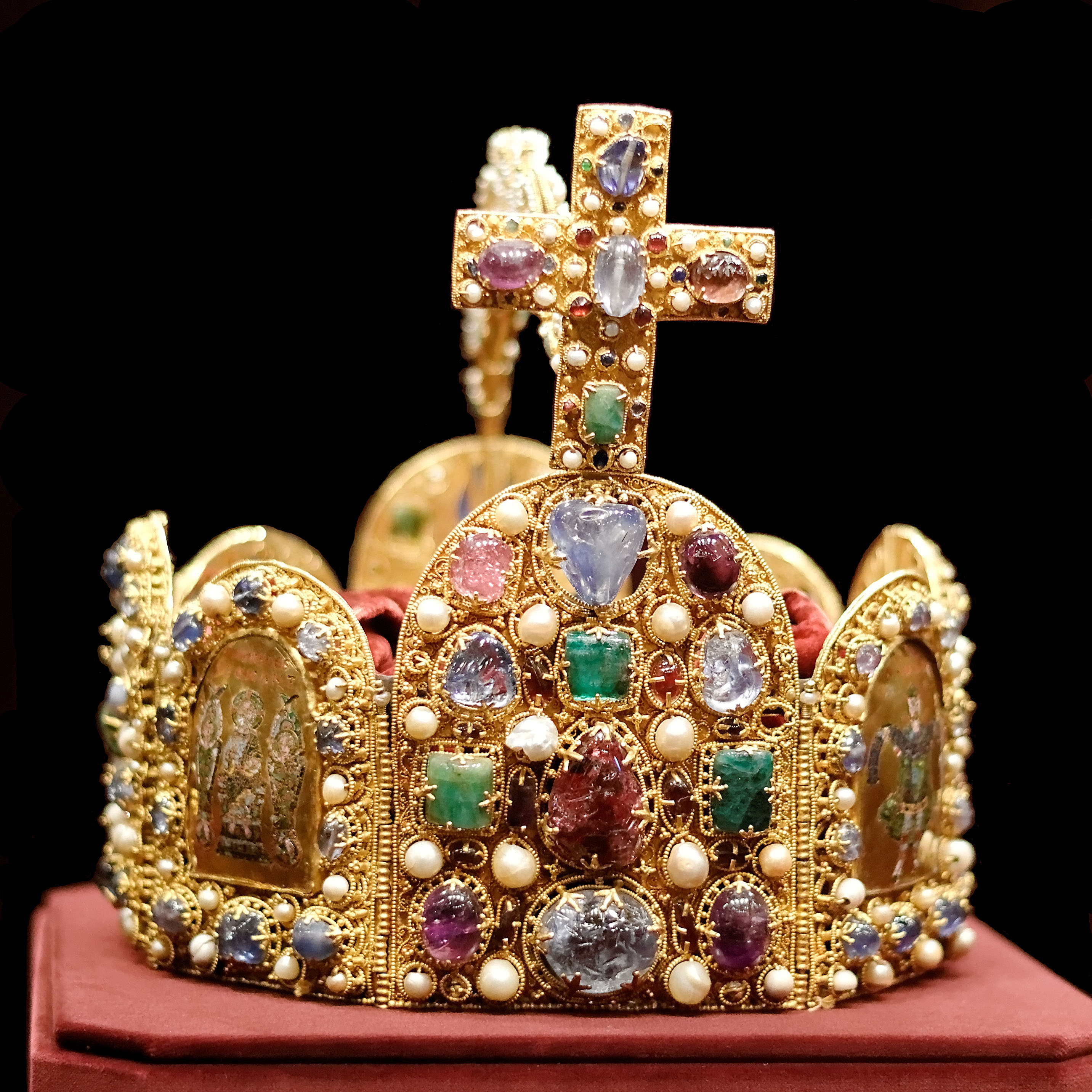
Vue de face de la Couronne du Saint-Empire conservée au Trésor impérial de Vienne.

Reich est le nom choisi pour cet ambitieux projet d’empire allemand. Il s'agit d'une référence voulue par le Führer au Saint-Empire romain germanique, connu dans l’historiographie nazie sous le nom de Premier Reich. Différents aspects de l’héritage du Saint-Empire et son impact sur l'Histoire allemande étaient d’ailleurs soit célébrés, soit détournés par le régime national-socialiste du Troisième Reich. Hitler admirait Charlemagne pour sa « créativité culturelle », ses talents d’organisateur et pour avoir renoncé aux libertés individuelles. Il n’hésitait cependant pas à critiquer les empereurs germaniques pour ne pas avoir poursuivi d’Ostpolitik (politique de l’Est) similaire à la sienne, et de s’être, au contraire, concentrés sur une « politique du Sud ».
Par ailleurs, une fois l’Anschluss réalisé en mars 1938, Hitler ordonna que les joyaux du Saint-Empire, les quatre regalia (la Couronne du Saint-Empire, l’Épée impériale, la Croix de Lothaire et la Sainte Lance) et d’autres objets précieux, installés à Vienne, soient déplacés à Nuremberg, là où ils avaient été gardés de 1424 à 1796. La ville de Nuremberg était en effet un symbole fort pour le Führer. Empreinte d’un passé mythique très fort et siège des grands congrès du NSDAP (Parti national-socialiste des travailleurs allemands), elle était, selon Hitler, « la plus allemande des villes allemandes ». Le transfert des regalia fut ainsi pour les nazis un moyen de légitimer l’Allemagne hitlérienne en tant que successeur du « Vieux Reich », mais également d’affaiblir Vienne, ancienne résidence du pouvoir impérial.
Après l’occupation allemande de la Bohême en 1939, Hitler déclara qu’il avait ressuscité le Saint-Empire romain germanique, bien qu’en privé, il maintint que son propre empire demeurait plus grand et plus glorieux que le Vieux Reich romain. Contrairement à l’ « internationaliste empire catholique de l’empereur Barberousse », le (Grand-)Reich allemand et le Grand Reich germanique de la Nation allemande se devaient d’être racistes et nationalistes. Plutôt qu’un retour aux valeurs du Moyen Âge, son établissement à travers l’Europe devait signifier « une avancée vers un nouvel âge d’or, dans lequel les meilleurs aspects du passé [seraient] combinés à la pensée raciste et nationaliste moderne ».
Les frontières historiques du Saint-Empire servirent également de base aux ambitions territoriales des dirigeants nazis, ces derniers se plaisant à affirmer que toute région ayant autrefois fait partie du « Premier Reich » devait, à terme, être intégrée au nouveau Reich germanique. Même avant la guerre, Hitler rêvait de jeter à bas les principes des traités de Westphalie qui, en 1648, avaient morcelé le Saint-Empire en 350 petits États souverains, sapant ainsi l’autorité impériale. Le 17 novembre 1939, le Ministre de la Propagande Joseph Goebbels nota dans son journal que la « liquidation totale » de ces traités est l’ « objectif suprême » du régime nazi.

### Mysticisme germanique
Il existait des désaccords entre les dirigeants nazis quant à l’aspect religieux d’une « Histoire germanique » dans leur programme idéologique. Hitler demeurait en effet très critique à l’égard de Himmler et de son interprétation ésotérique du mouvement Völkisch, qu’il reliait à une sorte de « mission germanique ». Quand le Reichsführer-SS dénonça les actes de Charlemagne dans un discours intitulé « Le Boucher des Saxons », Hitler répliqua qu’il ne s’agissait pas là d’un « crime historique », mais au contraire d’une bonne chose qui avait permis la soumission de Widukind de Saxe et avait apporté la culture occidentale à ce qui devint plus tard l’Allemagne. Le Führer désapprouva également les projets pseudo-archéologiques organisés par Himmler par l’intermédiaire de son institut de recherches, l’Ahnenerbe, comme les fouilles de sites préhistoriques germains :

« Pourquoi devons-nous rappeler au monde entier le fait que nous n’ayons pas de passé ? N’est-ce pas suffisant de savoir que, pendant que les Romains érigeaient de magnifiques édifices, nos ancêtres vivaient toujours dans des cabanes de boue ? Maintenant, Himmler commence à déterrer ces villages de cabanes et s’enthousiasme à chaque tesson de poterie et chaque hache de pierre qu’il trouve ! Tout ce que nous pouvons prouver avec ça, c’est que nous lancions toujours des hachettes de pierre et que nous nous réunissions toujours autour de grands feux tandis que la Grèce et Rome avaient déjà atteint le plus haut niveau de culture possible. Nous devrions réellement tout faire pour garder le silence là-dessus. Et au lieu de cela, Himmler fait un tas d’histoires à propos de ce passé. Les Romains d’aujourd’hui doivent bien rire de toutes ces relégations. »

— Adolf Hitler
Épaulé par le théoricien du nazisme Alfred Rosenberg, Himmler cherchait inlassablement à supplanter le christianisme avec une nouvelle religion, plus conciliable avec l’idéologie nazie. Il tenta ainsi de le remplacer par un paganisme purement germanique, comme l’illustre par exemple le culte renouvelé à la divinité nordique Odin. Himmler ordonna également la construction de sites voués à la célébration des cultes germaniques et nordiques, censés prendre la place, à long terme, des rituels chrétiens. Mais là encore, le Reichsführer-SS se heurta à la désapprobation – certes passive – de Hitler, qui ne voyait pas l’intérêt de remettre au goût du jour une « mythologie obsolète ».

## Fonder le Grand Reich

### Naissance du «Grand Reich»
L’idée d’un nouveau « Reich germanique » fut publiquement dévoilée lors du congrès du parti national-socialiste de 1937 à Nuremberg. Hitler y termina en effet son discours de clôture par ces mots : « La nation allemande possède finalement son Reich germanique ». Cette déclaration provoqua immédiatement une vague de spéculations au sein des cercles politiques quant au commencement d’une « nouvelle ère » dans la politique étrangère allemande. Quelques jours avant le congrès, Hitler avait d’ailleurs confié à son architecte Albert Speer : « Nous sommes sur le point de fonder un grand empire. Tous les peuples germaniques y seront intégrés. Il s’étendra de la Norvège jusqu’au Nord de l’Italie,. Moi seul peux mener cette mission à bien. Si seulement j’étais en bonne santé ! » Le 9 avril 1940, alors que l’Allemagne débutait l'invasion du Danemark et de la Norvège (opération Weserübung), Hitler annonça la naissance de son « Reich germanique » :

« Tout comme l’Empire de Bismarck naquit de l’année 1866, en ce jour vient de naître le Grand Empire germanique. »

La fondation du Grand Reich germanique devait suivre le modèle de l’Anschluss autrichien de 1938, mais à une échelle beaucoup plus vaste. Joseph Goebbels souligna en avril 1940 que les pays germaniques annexés devaient subir une « révolution nationale » tout comme l’Allemagne elle-même en avait connu une lors de la prise du pouvoir par les nazis, avec une « coordination » sociale et politique rapide en accord avec les principes nationaux-socialistes. C’est la Gleichschaltung, ou « mise au pas ».

### LaGleichschaltung, ou mise au pas des pays «germaniques»
L’ultime objectif de la politique de Gleichschaltung entreprise dans les premiers territoires annexés était de détruire tout concept d’État indépendant et de nationalité, comme l’illustre la division de l’Autriche en Gaue allemands après l’Anschluss. Le nouvel empire ne devait pas être un État-nation du type de ceux qui émergèrent en Europe au XIXe siècle, mais devenir une « communauté racialement pure ». C’est pourquoi les troupes d'occupation allemandes n’avaient aucun intérêt à confier la gouvernance des pays occupés aux différents mouvements nationalistes d’extrême-droite locaux (comme le parti Nasjonal Samling norvégien, par exemple). À la place, ils soutenaient activement des collaborateurs radicaux militant pour une unité pangermanique (notamment par une intégration pure et simple au Reich allemand) plutôt que pour une union purement nationale. Et contrairement à ce qu'il s’était passé pour l’Autriche et la région des Sudètes, ce processus d’intégration était organisé sur une extrêmement longue période. Les différentes nationalités « annexées » devaient être, au bout du compte, fusionnées au sein des Allemands afin de créer une race dirigeante unique, mais Hitler lui-même savait que cet objectif ne pourrait être atteint que dans « une centaine d’années, voire plus ». En attendant, il était prévu que seuls les Allemands dirigeraient la « Nouvelle-Europe ». Selon Speer, tandis que Himmler entendait germaniser totalement les populations intégrées au Reich, Hitler, curieusement, ne voulait pas « enfreindre leur individualité » (c’est-à-dire, dans ce cas-ci, leur langue maternelle). Dans l’esprit du Führer, elle « apporterait une certaine diversité et un dynamisme » à son empire. La langue allemande devait cependant devenir sa lingua franca, à l’image de l’anglais pour le Commonwealth britannique.
Afin d’étouffer les éléments nationalistes locaux, des Germanische-SS (ou SS-Germaniques), une branche de l’Allgemeine SS, furent déployés dans les pays occupés, notamment en Belgique, aux Pays-Bas et en Norvège. Ces groupes furent d’abord placés sous l’autorité respective de leurs commandants nationaux pronazis (Quisling, Mussert et De Clercq, par exemple) et n’agissaient qu’à l’intérieur de leurs propres territoires,. À partir de 1942, cependant, les Germanische-SS devinrent davantage un outil utilisé par Himmler afin de contrer l’influence des partis politiques moins extrémistes, tels le Hird en Norvège ou encore le Weerbaarheidsafdeling aux Pays-Bas,. Au sein du Grand Reich germanique de l’après-guerre, ils étaient censés devenir les nouveaux cadres dirigeants des territoires sous leur contrôle. Par ailleurs, ces groupes ne portaient plus allégeance à leurs chefs nationaux respectifs, mais bien au Germanischer Führer (Führer germanique) Adolf Hitler, :

« Je te jure, Adolf Hitler, Führer germanique, loyauté et bravoure. Je te promets, à toi et aux supérieurs que tu auras nommés, une obéissance totale jusqu’à la mort. Que Dieu me vienne en aide. »

Ce titre fut adopté par Hitler le 23 juin 1941, soit le lendemain du déclenchement de l’opération Barbarossa, sur proposition de Himmler. Le 12 décembre 1941, un jour après la déclaration de guerre de l’Allemagne aux États-Unis, le fasciste néerlandais Anton Mussert suivit cette mode en jurant allégeance à Hitler lors d’une visite à la Chancellerie du Reich, à Berlin. Il s’adressa ainsi à Hitler, Führer aller Germanen (« Führer de tous les Germains »), mais Hitler lui-même rejeta ce dernier titre. L’historien Loe de Jong avance une différence entre les deux titres : Führer aller Germanen impliquait une position différente de celle du rôle de Hitler en tant que Führer und Reichskanzler des Grossdeutschen Reiches (Führer et Chancelier du Grand Reich allemand »), tandis que Germanischer Führer servait davantage d’attribut à cette principale fonction. On trouve ainsi des références à ce titre non officiel jusqu’en 1944, dans certaines publications de propagande. Mussert maintint, cependant, que Hitler était prédestiné à devenir le Führer des Germains par sa propre histoire personnelle : originaire d’Autriche, Hitler avait perdu sa citoyenneté autrichienne après avoir rejoint l’armée bavaroise. Il était ainsi resté apatride durant sept ans, sept années durant lesquelles, selon Mussert, il était bien « le chef germanique, et rien d’autre ».

### Welthauptstadt Germania, la capitale du Grand Reich germanique

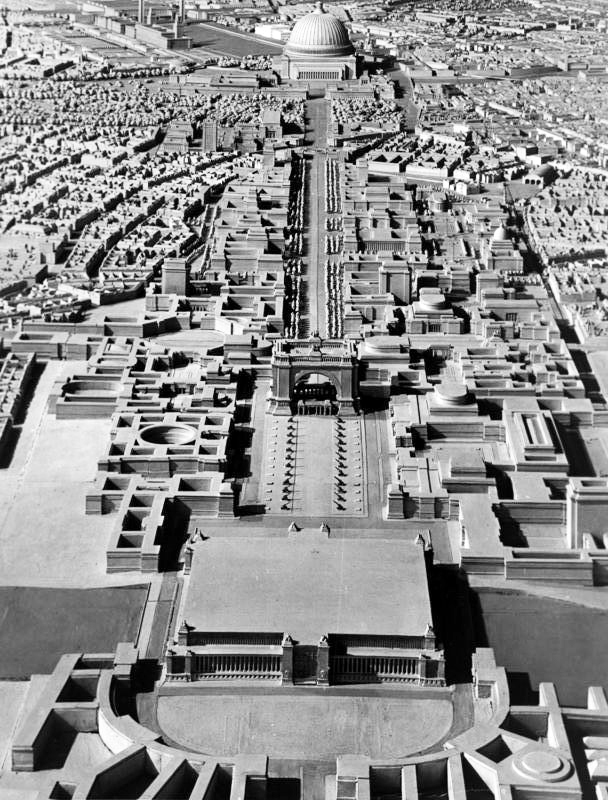
Maquette d'ensemble de Germania datant de 1939 et conservée depuis au Deutsches Bundesarchiv.

Passionné d’architecture, Hitler rêvait de transformer Berlin en Germania, une capitale impériale digne de son futur Grand Reich germanique. Selon lui, les édifices de la vieille ville « n’[avaient] pas la grandeur et la beauté formelle de ceux des autres villes du Reich », et il fallait donc les raser. Admirant les édifices néo-classiques de grandes villes comme Paris ou Vienne, le Führer souhaitait doter sa propre capitale de bâtiments grandioses, destinés à impressionner le peuple et à révéler au monde entier la puissance de l’Allemagne. Ces édifices devaient néanmoins surpasser tous les autres, notamment en termes de dimensions, comme l’exigeait le destin de domination hégémonique du Grand Reich.
Dès le 30 janvier 1937, date anniversaire de sa prise de pouvoir, Hitler annonça au Reichstag son projet de moderniser les principales villes allemandes, Berlin en tête. Le même jour, il nomma Speer Inspecteur Général des Bâtiments pour la Rénovation de la Capitale du Reich. Cette dernière devait être dorénavant pensée comme une capitale continentale, le centre névralgique d’une Europe germanique qui s’étendrait de l'Atlantique aux montagnes de l’Oural. Pour Hitler, réaménager Berlin, c’était presque exclusivement doter la ville d’une immense avenue bordée d’édifices d’une splendeur telle qu’elle éclipserait toutes les autres capitales du monde. Ces « supers Champs-Élysées », inspirés de ceux de Paris ainsi que du Ring viennois, et baptisés Grand Axe (ou Grande Avenue), devaient être la vitrine des ambitions et des victoires du Reich. Le projet de Speer y regroupait également toutes les institutions du gouvernement, des industries et du parti, afin d’en faire le centre névralgique du futur Grand Empire germanique. Ce titanesque projet, bien que démarré par plusieurs démolitions réalisées au cœur de Berlin et censé être achevé en 1950, ne vit finalement jamais le jour du fait du déclenchement de la guerre. Ainsi, seule la Nouvelle Chancellerie du Reich sera finalement terminée.
Précurseur de l’architecture officielle du Reich, cet édifice signifiant la grandeur de l’Allemagne fut construit par Speer en un temps record entre janvier 1938 et janvier 1939. Il devait être la première étape, un exemple, de la transformation de Berlin en Germania. Hitler lui-même en parlait en ces termes en 1938 :

« Je suis ici le représentant du peuple allemand ! Et quand je reçois quelqu’un à la Chancellerie, ce n’est pas Adolf Hitler qui reçoit ce quelqu’un, mais le Führer de la nation allemande. Et ainsi ce n’est pas moi qui le reçois, mais c’est la nation allemande qui le reçoit à travers moi. Et c’est pour cela que je veux que ces pièces répondent à cette tâche. Chacun a mis la main à un édifice qui résistera aux siècles et parlera de notre époque. Le premier édifice du nouveau Grand Reich allemand ! »

Bien avant le déclenchement de la guerre, le « rêve Germania » et sa démesure annonçaient clairement les ambitions de domination totale de l’Allemagne sur le reste du continent, ainsi que sa prétention au rang de première puissance mondiale.

## Politiques entreprises dans les pays annexés

### Le Benelux
« Pour lui [Hitler], il est évident [eine Selbstverständlichkeit] que la Belgique, la Flandre et la province de Brabant seront également transformées en Reichsgaue allemands [subdivisions administratives nationales-socialistes]. De même, nous ne laisserons pas les Pays-Bas mener une politique indépendante… Que les Néerlandais décident de s’y opposer ou non demeure hors de propos. »

— Joseph Goebbels
Les projets allemands d’annexion étaient plus avancés pour l'actuel Benelux (soit les Pays-Bas, la Belgique et le Luxembourg) que pour les États scandinaves, principalement en raison de leur proximité géographique et de leurs similitudes culturelles et ethniques par rapport à l’Allemagne. Le Luxembourg et la Belgique furent officiellement intégrés à l’Allemagne pendant la Seconde Guerre mondiale, respectivement en 1942 et 1944. La Belgique fut divisée en deux nouveaux Reichsgaue, celui de Flandre et de celui de Wallonie, auxquels s'ajoute le District de Bruxelles. Le 5 avril 1942, lors d’un dîner avec son cercle d’intimes auquel participa Himmler, Hitler révéla son intention d’inclure dans le Reich allemand l’ensemble du Benelux. Ainsi, le Grand Reich allemand serait refondé en Reich germanique (ou simplement « Reich » en langage courant), non sans rappeler le Saint-Empire.
En octobre 1940, Hitler révéla à Benito Mussolini qu’il avait l’intention d’accorder aux Pays-Bas une « semi-indépendance » car il souhaitait que le pays conserve ainsi son empire colonial une fois la guerre terminée. Le projet tomba cependant à l’eau au début de 1942 lorsque le Japon s’empara des Indes orientales néerlandaises, principales possessions des Pays-Bas outre-mer. Les projets allemands s’en trouvèrent modifiés. Dès lors, il fut envisagé de transformer les Pays-Bas en Gau Westland, qui aurait été finalement divisé en cinq nouveaux Gaue. Fritz Schmidt, haut dignitaire nazi des Pays-Bas occupés, qui espérait devenir le Gauleiter de cette nouvelle province d’Allemagne, proposa que la région puisse être nommée Gau Holland, à condition que le Wilhelmus (l’hymne national néerlandais) et tout autre symbole patriotique soit proscrit. La ville de Rotterdam, largement détruite lors de la campagne de 1940, devait être reconstruite pour devenir la plus importante cité portuaire de « l’espace germanique », comme l’exigeait sa situation à l'embouchure du Rhin.
Le masseur personnel de Himmler Felix Kersten prétendit que le Reichsführer-SS envisageait de réimplanter l’ensemble de la population néerlandaise, soit environ 8 millions de personnes à cette époque, dans les régions agricoles de la Vistule et dans la vallée du Bug, en Pologne. Cette déportation se serait révélée être pour Himmler le meilleur moyen de germaniser rapidement les Néerlandais. Selon la même source, le chef des SS espérait ensuite transformer les Pays-Bas désertés en une province SS de Hollande et distribuer les propriétés et les biens confisqués aux Néerlandais à des SS dignes de confiance. Cette affirmation est cependant dénoncée comme tirant plus du mythe que du fait avéré par l’historien Loe de Jong dans son livre Two Legends of the Third Reich.
Le sort des Frisons, autre population germanique, au sein du futur empire fut discuté le 5 avril 1942 au cours d’une des nombreuses conversations de table de Hitler. Himmler remarqua qu’il n’y avait apparemment aucun réel esprit de communauté entre les différents groupes ethniques locaux aux Pays-Bas. Il poursuivit en affirmant que les Frisons néerlandais en particulier ne ressentaient aucune joie à l’idée d’appartenir à un État-Nation basé sur l’identité néerlandaise ; mais qu’au contraire ils se sentaient plus proches de leurs frères frisons allemands se trouvant de l’autre côté de l’Ems, en Frise orientale. Le Feldmarschall Wilhelm Keitel s’empressa d’approuver cette observation en s’appuyant sur sa propre expérience. Hitler en conclut que la meilleure chose à faire serait alors d’unifier les deux régions frisonnes des deux côtés de la frontière en une seule province, projet dont il discuta par la suite avec Arthur Seyss-Inquart, gouverneur nazi des Pays-Bas. Fin mai 1942, la chose fut apparemment entendue, et le 29, Hitler promit qu’il ne permettrait pas que la Frise occidentale demeure hollandaise. Selon lui, les Frisons de l’Ouest faisaient « partie de la même race que la population de Frise orientale » et qu’ainsi les deux peuples devaient être réunis dans une seule et même province.
Hitler considérait la Wallonie comme étant « en réalité une terre allemande » (bien que Himmler protesta longtemps contre l’incorporation des volontaires français et wallons, « racialement inférieurs », au sein de la Waffen-SS) qui avait été progressivement coupée des territoires germaniques par la romanisation française des Wallons. Selon le Führer, l’Allemagne disposait donc de « tous les droits » pour inverser le processus. Avant que ne soit prise la décision d’annexer intégralement la Wallonie, plusieurs territoires, plus petits et à cheval sur la frontière entre régions de langues romane et germanique, devaient déjà être intégrées au Reich. Cela concernait notamment la région autour d’Arlon, ainsi que la province à l’Ouest d’Eupen, autour de la ville de Limbourg, capitale historique du Duché de Limbourg.

### La Scandinavie et la Finlande
Après leur invasion par les forces allemandes lors de l’Opération Weserübung, Hitler fit le serment de ne jamais plus quitter la Norvège et imposa, durant un temps, une sorte de « protectorat exemplaire » sur le Danemark, à cause de sa taille réduite et de sa proximité avec l’Allemagne. Les espoirs de Himmler résidaient, d’ailleurs, dans une expansion du projet avec l’intégration de l’Islande au sein de l’ensemble des pays germaniques. Le Reichsführer-SS était de ceux qui croyaient que soit l’Islande, soit le Groenland était en réalité le territoire mystique de Thulé, la prétendue terre natale de la race aryenne. D’un point de vue plus militaire, la Kriegsmarine espérait voir le Spitzberg, l’Islande, le Groenland, les Îles Féroé et même l’archipel des Shetland (également réclamé par le régime de Quisling) tombés sous sa domination pour garantir à l’Allemagne un accès à l’Atlantique.
La construction d’une métropole allemande de 300 000 habitants appelée Nordstern (« Étoile du Nord ») et située près de la ville norvégienne de Trondheim fut préparée par les autorités nazies. Elle devait inclure une nouvelle base navale, prévue pour être la plus importante du Reich,. La ville aurait été reliée à l’Allemagne même par une Autobahn traversant les détroits du Petit Belt et du Grand Belt. Nordstern devait enfin abriter un musée d’Art destiné à la partie Nord de l’Empire germanique, et où seuls des travaux d’artistes allemands auraient été exposés.
Le régime considéra également la soumission future de la Suède à l’« Ordre nouveau » nazi. Himmler affirmait que les Suédois étaient « l’incarnation de l’esprit et de l’Homme nordiques » et attendait avec impatience l’intégration du centre et du Sud de la Suède au Reich germanique. Le Reichsführer-SS proposa d’offrir à la Finlande le Nord du pays, avec sa minorité de Finlandais, ainsi que le port norvégien de Kirkenes ; mais il se heurta au refus du Ministre des Affaires étrangères finlandais Rolf Witting,. Felix Kersten soutiendra que Himmler regretta que les forces allemandes n’aient pas occupé la Suède durant l’Opération Weserübung, mais qu’il se rassurait en sachant que cela serait rectifié après la guerre. En avril 1942, Goebbels exprima un point de vue similaire dans son journal, écrivant que l’Allemagne aurait dû occuper le pays lors de sa campagne dans le Nord, puisque « cet État n’a[vait] de toute façon aucun droit d’existence ». En 1940, Hermann Göring suggéra que la situation de la Suède au sein du Reich soit semblable à celle de la Bavière à l’époque de l’Empire allemand. Les Îles Åland, suédoises d’un point de vue ethnique et qui avait été attribuées à la Finlande par la Société des Nations en 1921, devaient probablement rejoindre la Suède et être intégrées au Reich. Au printemps 1941, en effet, l’attaché militaire allemand à Helsinki rapporta à son homologue suédois que la Wehrmacht pourrait avoir besoin d’un droit de passage à travers la Suède en vue de l’invasion imminente de l’Union soviétique. En échange de cette coopération, l’annexion des Îles Åland par la Suède serait autorisée par l’Allemagne. Hitler opposait, cependant, son veto à toute idée de réunion entre la Suède et la Finlande.
Malgré le fait que la majorité de sa population soit d’origine finno-ougrienne, la Finlande se vit accorder par Hitler le statut de « Nation nordique honoraire » (pour les nazis, seulement d’un point de vue racial) en récompense pour son aide militaire dans le conflit en cours avec l’Union soviétique. Les minorités suédoises du pays, regroupant en 1941 9,6 % de la population totale, étaient au début préférées par rapport aux Finlandais pour le recrutement au sein du Bataillon de Volontaires finlandais de la Waffen-SS. Le statut « nordique » de la Finlande ne signifiait pas pour autant qu’elle devait être intégrée à l’Empire germanique. Au contraire, il était prévu qu’elle devienne le bouclier du flanc Nord de l’Allemagne contre d’hostiles vestiges d’une URSS conquise par le contrôle de la Carélie, d’ailleurs occupée par les Finlandais dès 1941. Hitler semblait également considérer que le climat finlandais n’était pas approprié pour une colonisation allemande. Bien que, en 1941, le Führer envisageait à long terme d’inclure la Finlande dans son Grand Reich en tant qu’État fédéral, il semble qu’il finit par abandonner ce projet en 1942. Selon Kersten, lorsque la Finlande signa un armistice avec l’Union soviétique et mit fin aux relations diplomatiques avec son ancien allié allemand en septembre 1944, Himmler regretta amèrement que les nazis n’aient pas démantelé l’État finlandais plus tôt pour en faire une « Finlande national-socialiste avec de vraies visées germaniques ».

### La Suisse
L’hostilité implicite envers les pays neutres comme la Suède était également nourrie à l’encontre de la Suisse. Le 18 décembre 1941, Goebbels nota d’ailleurs dans son journal que « ce serait une véritable insulte à Dieu qu’ils [les pays neutres] puissent non seulement sortir indemnes de cette guerre, alors que les grandes puissances consentent à d’immenses sacrifices, mais qu’en plus ils puissent en tirer profit. Nous nous assurerons que cela n’arrive pas »[source insuffisante]. Le peuple suisse était vu par les idéologistes nazis comme une sorte de rejeton de la nation allemande, bien qu’il fût sorti du droit chemin par les idéaux occidentaux décadents que sont la démocratie et le matérialisme. Hitler décrivait les Suisses comme « une branche bâtarde de notre Volk [peuple] », inadaptés pour peupler les territoires que les nazis prévoyaient de coloniser en Europe centrale et orientale. Le Führer considérait également la Suisse comme « une verrue sur le visage de l’Europe ».
Himmler discuta avec ses sbires de plans en vue d’intégrer la Suisse germanophone à l’Allemagne dans lesquels il avait en tête plusieurs personnes pour occuper le poste de Reichskommissar pour la « réunion » de la Suisse avec le Reich allemand (une fonction similaire à celle qu’exerça Josef Bürckel en Autriche après l’Anschluss). Cet officiel nazi serait ensuite devenu Reichsstatthalter de la région après sa totale assimilation à l’Empire germanique,. En août 1940, le Gauleiter de la Westphalie du Sud Josef Wagner et le Ministre-Président de Bade Walter Köhler s’exprimèrent en faveur d’une fusion de la Suisse avec le Reichsgau Burgund (voir ci-dessous) et suggérèrent même d’installer le siège du gouvernement de ce nouveau territoire administratif au sein du Palais des Nations inutilisé de Genève.
L’Opération Tannenbaum (« Arbre de Noël »), plan allemand visant à envahir puis occuper la Suisse, probablement en coopération avec l’Italie fasciste (Mussolini désirait en effet s’emparer de la Suisse italienne), fut préparée entre 1940 et 1941. Son déclenchement fut sérieusement envisagé par les Allemands une fois l’armistice signé avec la France, mais il fut finalement abandonné après le déclenchement de l'opération Barbarossa, qui retint toute l’attention et les moyens de la Wehrmacht sur un autre théâtre.

### L’Est de la France

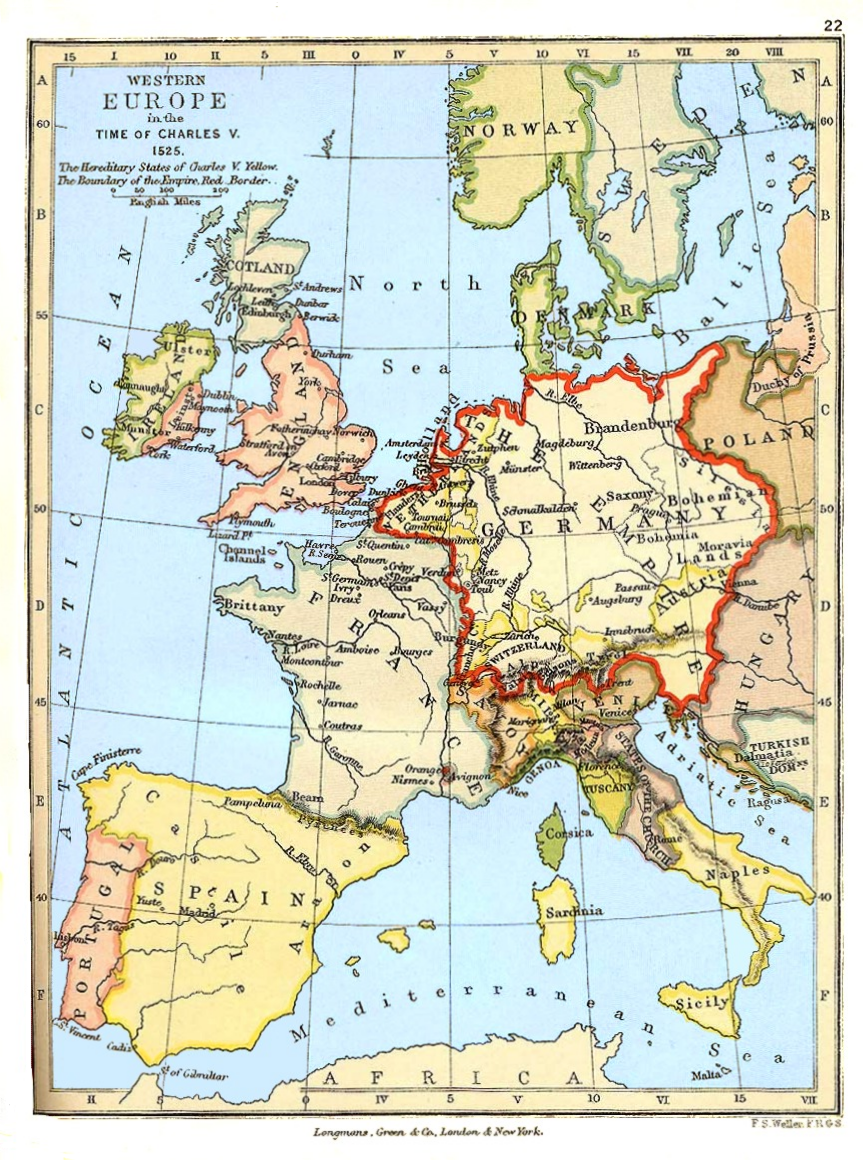
L'Europe occidentale du temps de Charles Quint (1525). Les frontières en rouge délimitent le Saint-Empire romain germanique.

À la suite des Accords de Munich, Hitler et le Président du Conseil français Édouard Daladier s’entendirent officiellement sur le fait que l’Allemagne renonçait à toute prétention sur l’Alsace-Lorraine, dans un souci de préserver la paix et une relation cordiale entre les deux pays. Mais au même moment, Hitler ordonnait à l’OKW (le Haut-Commandement de la Wehrmacht) de préparer les plans d’invasion de la France.
Sous la direction du Secrétaire d’État Wilhelm Stuckart, le Ministère de l’Intérieur du Reich avait déjà rédigé, en juin 1940, un mémorandum traitant de l’annexion de toute une partie de l’Est de la France s’étendant de l’embouchure de la Somme au Léman. Le 10 juillet 1940, Himmler visita la région afin de juger de son potentiel de germanisation. Selon des documents allemands produits en décembre 1940, l’annexion devait concerner neuf départements français, et la germanisation aurait nécessité l’implantation d’un million d’Allemands d’origine paysanne. Himmler décida que les populations implantées seraient des émigrants provenant du Tyrol du Sud (voir les Accords sur le Tyrol du Sud), et que les villes de la région reçoivent des noms de lieux tyroliens comme Bozen, Bressanone, Merano, etc.. À partir de 1942, cependant, Hitler préféra plutôt voir les habitants germanophones du Tyrol du Sud coloniser la Crimée.
Le Führer désirait ramener la France à ses frontières du temps du Saint-Empire romain germanique. Il affirmait que pour assurer l’hégémonie allemande sur le continent, l’Allemagne devait « aussi conserver des points militaires forts le long de la côte atlantique française ». Enfin, il soulignait que « rien au monde ne [le] persuaderait d’abandonner des positions aussi sûres que celles obtenues sur les côtes de la Manche durant la campagne de France et renforcées par l’Organisation Todt ». Hitler considérait certaines villes portuaires françaises comme étant des Festung (« forteresses »), comme Le Havre, Brest ou Saint-Nazaire, suggérant par là qu’elles devraient rester sous administration allemande, même après la guerre.

« Même une fois la guerre terminée, la France devra payer un lourd tribut, car c’est elle qui la déclara et la commença. Elle est maintenant retournée à ses frontières de 1500. Cela signifie que l’ancienne Bourgogne va de nouveau faire partie du Reich. »

— Joseph Goebbels, 26 avril 1942

### Les îles de l’Atlantique
Durant l’été 1940, alors qu’il était à l’apogée de sa puissance, Hitler considéra la possibilité d’occuper les Açores, le Cap-Vert, Madère (possessions portugaises), ainsi que les Îles Canaries (possessions espagnoles) afin de refuser aux Britanniques des bases d’opérations pour des actions militaires contre l’Europe nazie,. En septembre 1940, il souleva le problème lors d’une discussion avec le Ministre des Affaires étrangères espagnol Serrano Súñer, lui proposant de faire passer l’une des Îles Canaries sous contrôle allemand en échange du Maroc français. Bien que l’intérêt du Führer pour les îles atlantiques puisse être compris dans le cadre de la situation militaire de 1940, il n’avait en réalité aucune intention d’un jour libérer ces importantes bases navales du joug allemand.

## La colonisation germanique de l’Europe centrale et orientale

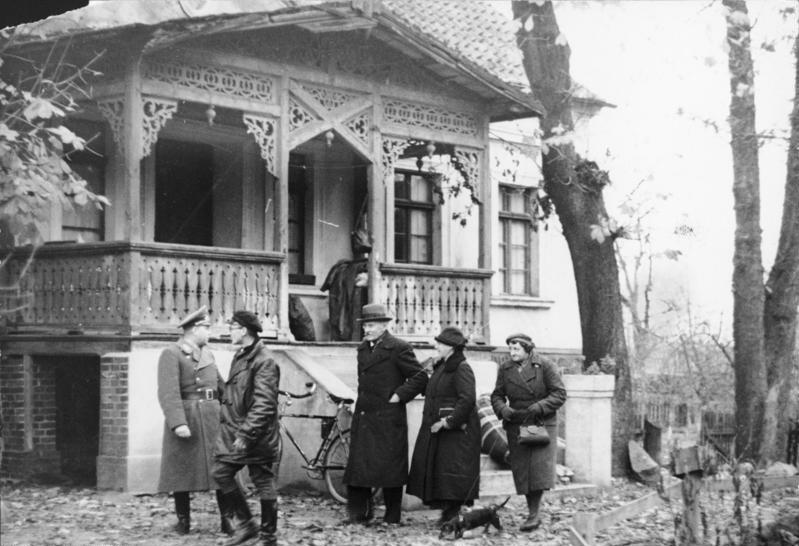
Accueil d'une famille d'Allemands de la Baltique en novembre 1939, à laquelle on offre une maison dans le Warthegau, après l'expulsion de ses occupants.

Malgré la recherche d’une unification pangermaniste européenne, le premier objectif de l’expansionnisme allemand était d’acquérir son Lebensraum (« espace vital ») en Europe centrale et orientale. Selon Hitler, les Aryens étaient trop à l’étroit dans leurs frontières d’avant-guerre, aussi devait-il entreprendre la conquête impérialiste d’un « espace vital », dont la « race des maîtres » avait besoin pour se nourrir. C’est vers le milieu des années 1920 que la conquête du Lebensraum, au détriment de la Russie, devint le deuxième élément clé de la « vision du monde » de Hitler avec l’anéantissement du « judéobolchévisme ».

« Nous [les nationaux-socialistes] arrêtons l’éternelle marche des Germains vers le Sud et vers l’Ouest de l’Europe, et nous jetons nos regards vers l’Est. Enfin, rompons-nous avec la politique coloniale et commerciale d’avant-guerre pour inaugurer la politique territoriale de l’avenir. Mais si nous parlons aujourd’hui de terres en Europe, nous ne saurions penser d’abord qu’à la Russie et aux pays limitrophes qui en sont les vassaux. »

— Adolf Hitler, 1925
Le principal but de cette ambitieuse entreprise était donc de permettre au Reich de vivre en totale autarcie, et d’asseoir son hégémonie à travers toute l’Europe. Cet agrandissement territorial de l’Allemagne devait également s’accompagner d’une forte croissance de la population allemande, et de l’extermination de masse des populations locales slaves et baltes.

« Pour les deux ou trois millions d’hommes nécessaires à l’accomplissement de [la colonisation allemande de la Russie], nous les trouverons plus rapidement que nous le pensons. Ils viendront d’Allemagne, de Scandinavie, des pays de l’Ouest et d’Amérique. Je ne serai plus là pour voir tout cela, mais dans vingt ans, l’Ukraine sera déjà le foyer de vingt millions d’habitants non natifs de la région. »

— Adolf Hitler
En raison de leur valeur raciale, le gouvernement nazi était très enthousiaste à l’idée de « recruter » des populations des différents pays germaniques afin de les implanter dans les territoires de l’Est, une fois ceux-ci débarrassés de leurs habitants slaves. D’après leurs études, les « planificateurs raciaux » se rendirent en effet compte que l’Allemagne même ne pourrait fournir suffisamment de « colons » et qu’il faudrait donc en sélectionner dans les autres pays du futur Empire germanique. Hitler insista cependant pour que ce soient les populations provenant de l’Allemagne même qui dominent les nouveaux territoires colonisés.

## Le rôle particulier des Îles britanniques

### Le Royaume-Uni

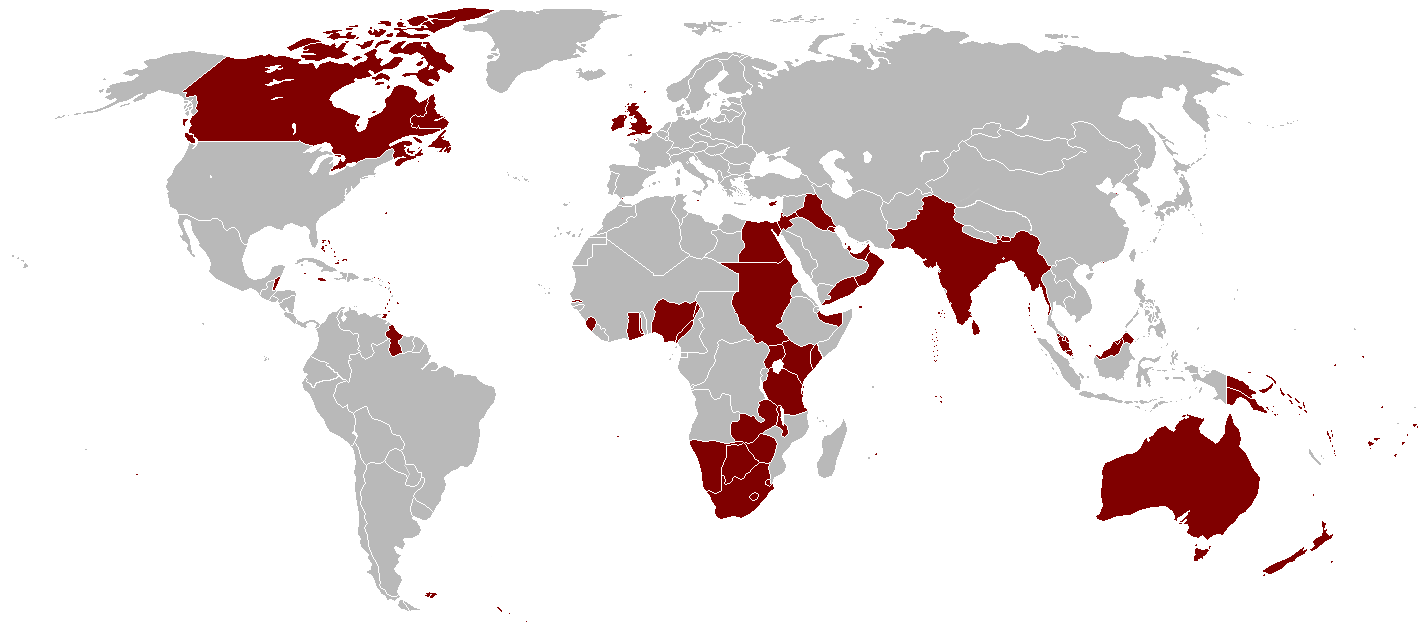
L'Empire britannique en 1921.

Le seul pays germanique à ne pas être compris dans la réorganisation pangermanique de l’Europe nazie était le Royaume-Uni, et ce malgré la conviction du gouvernement allemand qu’il faisait partie intégrante du monde germanique. Le principal « raciologue » du Troisième Reich, Hans Günther, expliquait que les Anglo-Saxons, contrairement aux Allemands, avaient bien mieux réussi à préserver la pureté de leur race grâce notamment à la nature insulaire de la Grande-Bretagne, mais aussi parce que le métissage entre les conquérants germaniques et les nations celtiques soumises n’avait eu finalement que peu d’effets. De plus, il avançait que les territoires côtiers et les îles d’Écosse, d’Irlande, de Cornouailles et du pays de Galles avaient « bénéficié » du sang germanique lors des raids et de la colonisation nordiques de l’Âge des Vikings. La domination danoise sur l’Est et le Nord de l’Angleterre au cours des IXe et Xe siècles auraient également eu un effet dans ce sens. Günther déclarait enfin que ce processus historique, qu’il nommait Aufnordung (que l’on pourrait traduire par « apport nordique »), avait culminé en 1066 grâce à la conquête de l’Angleterre par les Normands. La Grande-Bretagne était donc une nation née d’une lutte perpétuelle pour survivre au milieu des différentes populations aryennes des îles, et fut capable de bâtir un empire colonial gigantesque grâce à sa supériorité raciale héritée du passé (et par conséquent grâce aux Aryens).
Hitler vouait une véritable admiration pour la puissance de l’Empire britannique, qu’il décrivit dans son Zweites Buch (« Second Livre ») comme une preuve évidente de la supériorité de la race aryenne. Il espérait voir l’Allemagne imiter le « caractère impitoyable » et l’« absence de scrupules » britanniques dans la fondation de son propre empire colonial en Europe centrale et orientale. L’un des premiers objectifs du Führer en matière de politique étrangère durant les années 1930 était de conclure une alliance militaire aussi bien avec les Anglais qu’avec les Italiens afin de neutraliser la France et d’ainsi sécuriser la frontière occidentale de l’Allemagne en vue de son expansion vers l’Est.
Lorsqu’il devint évident pour les dirigeants nazis que le Royaume-Uni n’était pas intéressé par une alliance militaire avec le Reich, une politique antibritannique fut adoptée pour s’assurer de l’accomplissement des buts de guerre allemands. Cependant, même durant le conflit, l’espoir demeurait de voir la Grande-Bretagne devenir un allié fiable pour l’Allemagne. Hitler préférait que soit préservé l’Empire britannique en tant que puissance mondiale. En effet, il craignait davantage que l'effondrement de son empire colonial ne profite à d’autres pays lointains, en particulier les États-Unis et le Japon. Ainsi, la principale stratégie qu’employa le Führer afin de rallier la Grande-Bretagne à sa cause de 1935 à 1937 fut de promettre une aide allemande pour défendre l’Empire britannique. Après la guerre, Ribbentrop affirma en effet que, en 1935, Hitler promit de mettre à la disposition de la Grande-Bretagne douze divisions allemandes afin de maintenir l’intégrité de ses possessions coloniales.
La poursuite des actions militaires allemandes à l’encontre des Britanniques après la chute de la France avait pour but de leur faire « accepter l’évidence » et de les conduire à signer un armistice avec les forces de l’Axe. Le 1er juillet 1940 fut d’ailleurs décrété « date probable » de la fin des hostilités par les Allemands. Le 21 mai 1940, Franz Halder, chef d’état-major de l’armée de terre allemande, nota dans son journal après une discussion avec Hitler concernant la marche à suivre pour la conduite de la guerre : « Nous cherchons à nouer le contact avec les Britanniques sur la base d’un partage du monde ».
L’un des objectifs secondaires de l’invasion de l’URSS était d’amener la Grande-Bretagne à s’asseoir à la table des négociations. Hitler était en effet convaincu que l’effondrement rapide de l’Union soviétique découragerait totalement les Britanniques de poursuivre la lutte seuls contre une Allemagne dominant le continent européen. Il espérait même faire de la Grande-Bretagne un « partenaire mineur » de l’Axe. Son rôle dans cette alliance aurait alors été de soutenir la marine et l’aviation allemandes dans leurs actions militaires futures contre les États-Unis, dans le conflit titanesque prévu par les nazis pour la domination du monde. Le 8 août 1941, Hitler avoua qu’il attendait avec impatience le jour où, finalement, « l’Angleterre et l’Allemagne [marcheraient] ensemble contre l’Amérique ». Le 7 janvier 1942, il continuait de rêver en affirmant qu’il « n’était pas impossible » de voir la Grande-Bretagne cesser le combat et rejoindre les forces de l’Axe, conduisant ainsi à la situation où « ce sera[it] une armée germano-britannique qui chassera[it] les Américains d’Islande ». Alfred Rosenberg espérait également qu’après la fin de la guerre contre l’Union soviétique, des Anglais, comme les autres peuples germaniques, se joindraient aux Allemands pour coloniser les territoires conquis à l’Est.
D’un point de vue historique, la situation de la Grande-Bretagne était comparée par les Allemands à celle de l’empire d’Autriche après sa défaite contre la Prusse, à la Bataille de Sadowa en 1866. Comme l’Autriche fut après cet événement exclue des affaires allemandes, la Grande-Bretagne devait être bannie des affaires du continent dans l’éventualité d’une victoire allemande totale. Puis, tout comme l’Autriche-Hongrie était devenue un allié de l’Empire allemand à la veille de la Première Guerre mondiale, il était prévu que la Grande-Bretagne remplisse le même rôle à l’égard du Grand Reich germanique.

### Les Îles Anglo-Normandes
Les Îles Anglo-Normandes étaient destinées à être définitivement intégrées au Grand Reich. Le 22 juillet 1940, Hitler déclara que, après la guerre, ces îles passeraient sous le contrôle du Deutsche Arbeitsfront (« Front allemand du Travail ») de Robert Ley, et deviendraient un vaste complexe vacancier de l’organisation Kraft durch Freude (« la force par la joie »). L’intellectuel nazi Heinz Pfeffer visita les îles en 1941 et conseilla de les traiter comme des « micro-États germaniques », dont l’union avec la Grande-Bretagne ne fut qu’un « accident de l’Histoire ». Il compara la politique préconisée pour ces îles à celle poursuivie par les Britanniques à Malte, où la langue maltaise fut « artificiellement » maintenue face à l’Italien.

### L’Irlande
Un plan d’invasion de l’Irlande (le « Plan Vert »), prévu comme soutien à l’Opération Lion de Mer, fut établi par les Allemands en août 1940. L’Irlande et la Grande-Bretagne occupées devaient être temporairement placées sous l’autorité d’un régime administratif, divisé en six régions militaro-économiques, dont l’un des quartiers généraux était situé à Dublin. Cependant, la place de l’Irlande au sein de l’ « Ordre nouveau » nazi demeure peu claire, mais il apparaît, entre autres, que Hitler envisageait de réunir l’Ulster à l’État irlandais.

## Évolution du projet
Après l’invasion allemande de l’Union soviétique en juin 1941, l’intérêt de Hitler pour la fondation de son empire pangermanique commença à passer, laissant place à des préoccupations plus pressantes concernant la conduite de la guerre. Mais l’ambitieux projet ne fut jamais totalement abandonné. Lorsque la perspective d’une écrasante victoire allemande commença à s’éloigner entre 1942 et 1943, le concept même de Grand Reich germanique évolua vers l’idée de fonder une sorte d’Union européenne composée d’États souverains, unifiés par l’hégémonie allemande et la haine du bolchévisme. La Waffen-SS, de plus en plus composée de soldats d’origines non germaniques (principalement après la bataille de Stalingrad), devait devenir le noyau d’une armée européenne au sein de laquelle chaque pays serait représenté par un contingent. Himmler, cependant, ne voulait pas entendre parler de cette conception du Grand Reich. Dans un discours qu’il adressa, en avril 1943, à des officiers des divisions SS Leibstandarte Adolf Hitler, Das Reich et Totenkopf, il continuait de s’accrocher à sa propre vision de l’Europe pangermanique nazie :

« Nous n’attendons pas de vous que vous reniez votre nation. […] Nous n’attendons pas de vous que vous deveniez Allemands par opportunisme. Nous attendons de vous que vous subordonniez votre idéal national à un idéal racial et historique plus grand, à l’idéal du Reich germanique. »